# Reith bei Kitzbühel
Reith bei Kitzbühel is een gemeente in de Oostenrijkse deelstaat Tirol, en maakt deel uit van het district Kitzbühel.
Reith bei Kitzbühel telt 1708 inwoners.
Aurach bei Kitzbühel ·
Brixen im Thale ·
Fieberbrunn ·
Going am Wilden Kaiser ·
Hochfilzen ·
Hopfgarten im Brixental ·
Itter ·
Jochberg ·
Kirchberg in Tirol ·
Kirchdorf in Tirol ·
Kitzbühel ·
Kössen ·
Oberndorf in Tirol ·
Reith bei Kitzbühel ·
Schwendt ·
St. Jakob in Haus ·
St. Johann in Tirol ·
St. Ulrich am Pillersee ·
Waidring ·
Westendorf
- Gemeinsame Normdatei: 4237320-7
- Virtual International Authority File: 240895324